# Ług (województwo śląskie)
Ług – osada leśna w Polsce położona w województwie śląskim, w powiecie kłobuckim, w gminie Wręczyca Wielka.
W latach 1975–1998 miejscowość administracyjnie należała do województwa częstochowskiego.